# 康塔纳集团
康塔纳集团（英語：Kantana Group），原名为康塔纳有限公司，上市公司，成立于1951年的一家泰国影视作品制作公司，也是艺人管理经纪公司。集团旗下公司有私立大学康塔纳研究所。

## 历史
康塔纳集团成立于1951年，最初是由Pradit和Somsook Kaljaruek创立的广播剧团。该公司于1958年凭借电视剧而开始涉足电视业务。此后，康塔纳集团已将业务扩展到包括制作各类影视作品。

## 作品列表

### 出品

#### 电视剧
- 《旋转的爱2009》（2009）
- 《偷心俏冤家》（2012）
- 《恋上黑涩会》（2015）
- 《花边教主：泰国》（2015）
- 《风味绝配》（2017）
- 《爱之火2017》（2017）
- 《影子功德》（2020）
- 《杀手爱上我》（2020）
- 《旋转的爱2021》（2021）
- 《非婚不可》（2021）[2]